# QuickTime VR
QuickTime VR (auch QTVR) ist eine 1995 von Apple veröffentlichte Technik zur Darstellung von Panoramabildern auf mit QuickTime ausgestatteten Rechnern. Die Technik erlaubt die interaktive Navigation um die senkrechte und die waagrechte Achse sowie die Kontrolle der Zoomstufe. So entsteht der Eindruck eines dreidimensionalen Raumes (das VR im Namen steht für virtual reality, also virtuelle Realität).
Man unterscheidet in diesem Zusammenhang zwischen den frühen zylindrischen und später auch möglichen kubischen Panoramen. Kubische (oder sphärische) Panoramen erlauben eine Darstellung von 180° in der Vertikalen, während dies bei zylindrischen Projektionen nicht möglich ist. Mehrere QuickTime-VR-Panoramen lassen sich zu virtuellen Rundgängen verknüpfen.
Neben den QuickTime-VR-Panoramen gibt es auch QuickTime VR Object Movies, mit denen sich der Betrachter frei um ein fotografiertes oder gerendertes Objekt herum bewegen und näher zoomen kann.
QuickTime VR funktioniert auch auf Rechnern mit vergleichsweise geringer Rechenleistung, wurde aber mittlerweile durch auf Flash und später HTML5 basierenden Techniken zur Betrachtung von Panoramen weitgehend verdrängt.